# Xanthomelaena schematias
Xanthomelaena schematias is een vlinder van de familie van de grasmotten (Crambidae). De wetenschappelijke naam van deze soort is voor het eerst voorgesteld als Tylostega schematias door Edward Meyrick in een publicatie uit 1894.
De soort komt voor in Indonesië (Pulo Laut ten zuidoosten van Borneo, Sulawesi, Java, Sumbawa).